# 24 Śląski Batalion Piechoty
24 Śląski Batalion Piechoty – pododdział 8 Brygady Piechoty Polskich Sił Zbrojnych.

## Formowanie i zmiany organizacyjne
Formowanie jednostki rozpoczęto w Szkocji lutym 1945. Zdolność bojową miał osiągnąć do 1 czerwca 1945. W walkach na froncie nie wziął udziału. Oficerowie wywodzili się z I Korpusu Polskiego, a żołnierze w ok. 80% z armii niemieckiej lub organizacji Todta, do których to wcześniej zostali przymusowo wcieleni.
Stacjonowała pierwotnie w Tillicoultry, a następnie w Cromarty.

## Obsada personalna
Organizacja i obsada personalna:
- Dowódca batalionu - ppłk Tadeusz Kochanowicz
- Zastępca dowódcy batalionu - mjr Karol Horitza[2]
- adiutant batalionu - por. Wsiewołod Romanowski
- dowódca kompanii dowodzenia – kpt. Antoni Bem
- dowódca kompanii broni wsparcia – kpt. Zenon Minkiewicz
- dowódca 1 kompanii – por. Marian Strzępek
- dowódca 2 kompanii – kpt. Adolf Masłowski
- dowódca 3 kompanii – por. Mieczysław Furman
- dowódca 4 kompanii – kpt. Zygmunt Starczynowski

## Znaki rozpoznawcze
- Patki - granatowe z żółtą żyłką[1]
- Otoki: granatowe[1]
- Znaki na wozach: czarna cyfra 67 na brązowym tle[1]